# John Mew
Pour les articles homonymes, voir Mew.
John Mew, né le 7 septembre 1928 et mort le 25 juin 2025, est un orthodontiste britannique et le créateur des orthotropics, une méthode d'entraînement du crâne facial qui prétend guider la croissance du visage et qui n'est pas soutenue par les orthodontistes traditionnels,,,. Plus connue sous le nom de Mewing, cette méthode porte son nom.

## Orthotropie
L'orthotropie est la méthode orthodontique de Mew censée guider la croissance du visage. Les méthodes de Mew ont consisté à élargir et à faire avancer la mâchoire supérieure à l'aide d'extenseurs palatins, à modifier le régime alimentaire du patient et à lui faire adopter un lieu de repos myofonctionnellement correct pour la langue, où, selon lui, cela fournit une force extérieure capable d'élargir latéralement la mâchoire supérieure. chez un enfant en pleine croissance, aboutissant progressivement à une guérison « naturelle » de la malocclusion dentaire.
John Mew pense que l'étiologie de la malocclusion est environnementale, que c'est l'environnement qui décide si les dents sont tordues ou non. En revanche, l’orthodontie traditionnelle attribue les dents tordues principalement à la génétique. D’éminents scientifiques et chercheurs soulignent que les chasseurs-cueilleurs ont toujours eu de la place pour les 32 dents. Les travaux de paléoanthropologues tels que Daniel Lieberman et Peter Ungar confirment indépendamment la théorie de Mew selon laquelle la mâchoire humaine devient de plus en plus étroites et les dents de plus en plus encombrées en raison du mode de vie et non de la génétique. Paul Ehrlich, de l'Université de Stanford, a co-écrit le livre Jaws, qui décrit une épidémie de dysfonctionnement et de maladies résultant du rétrécissement des mâchoires de l'ère post-industrielle.
Il s’est inquiété des résultats orthodontiques de certains de ses patients. Il a observé que les mécanismes du traitement orthodontique, tout en redressant les dents, ne s'attaquaient pas à la cause sous-jacente de l'encombrement dentaire et, dans certains cas, provoquaient des lésions faciales. Il a conclu que les extractions, les appareils fixes à élastiques et les casques rétractables pouvaient nuire à la croissance du visage. En 1958, John Mew a présenté The Tropic Premise, qui soutenait que la malocclusion était une « déformation posturale », que les dents encombrées n’étaient pas nécessairement héréditaires et que, par conséquent, la malocclusion pouvait être évitée grâce à une intervention précoce pour corriger la posture et la fonction buccale.
Dans le cadre de sa recherche d'une approche de l'orthodontie qui ne provoque pas de rétraction faciale, John Mew rend visite à Rolf Fränkel en Allemagne de l'Est en 1968, qui lui fait découvrir le travail de Konstantin Buteyko. Mew a ensuite développé le concept de guidage de croissance du visage, qu'il a appelé Orthotropics, et le système de traitement Biobloc, impliquant l'utilisation d'un appareil d'expansion du palais suivi d'un appareil postural. Il a pratiqué l'orthotropie pendant 30 ans et a participé à la création de l'Association internationale de guidage de la croissance du visage en 1987 à Fort Worth, au Texas. Mew a écrit plusieurs articles scientifiques et deux manuels sur la technique Biobloc, dont le second a été traduit en sept langues différentes.

### Mewing
Le mewing consiste a plaquer l'entièreté de la langue contre le palais, bouche fermée, puis de déglutir.